# راتفور
راتفور Ratfor (اختصار RATional FORtran) وتعني فورتران العقلاني وهيلغة برمجة يتم تنفيذها كمعالج مسبق لفورتران 66. وتقدم بنيات تحكم حديثة، غير متاحة في فورتران 66، لكي تحل محل عمليات النقل في اتجاه واحد GOTOs وأرقام العبارة.
صمم راتفور ونفذه بريان كيرنيغان في معامل بيل تيليفون في عام 1974، وشرحه في الممارسة والخبرة في البرمجيات في عام 1975. واستخدم في كتاب «أدوات البرمجيات» (بريان كيرنيغان وبلاجير، 1976).
يقدم راتفور الأنواع التالية من عبارات تحكم التدفق، وقد شرحها كيرنيغان وبلاوجير بأنها "مسروقة من لغة C، وطورت من أجل نظام التشغيل يونكس بواسطة دي إم ريتشي ("أدوات برمجيات"، ص: 318):
- تجميع العبارات بالحاصرتان
- if-else, while, for, do, repeat-until, break, next
- عبارات «حرة التشكيل» أي، غير مقيدة بقواعد التنسيق الخاصة بفورتران
- <, >, >=, ... بدلا من.LT., .GT., .GE., ...
- يشمل
- # عدد التعليقات

على سبيل المثال، الكود التالي
```
if
 
(
a
 
>
 
b
)
 
{

  
max
 
=
 
a

}
 
else
 
{

  
max
 
=
 
b

}

```

يمكن ترجمته كما يلي
```
   
IF
(.
NOT
.(
A
.
GT
.
B
))
GOTO
 
1

   
MAX
 
=
 
A

   
GOTO
 
2

 
1
 
CONTINUE

   
MAX
 
=
 
B

 
2
 
CONTINUE

```

كما أن نسخة راتفور في أدوات البرمجيات مدونة في حد ذاتها في راتفور، مثلما تتوفر البرامج العينة، وبقدر الترجمة الخاصة بها لفورتران، يمكن نقلها إلى أي نظام فورتران. وأسماء ملفات الكود المصدر لراتفور.
إنه يتخذ بشكل أساسي عبارات التحكم بالتدفق وأصدر فورتران منتظم والذي يمكن تجميعه. وسمح لك باستخدام برمجة بنيوية في كتابة الكود.
في عام 1977، بجامعة بوردوي، تمت كتابة نسخة محسنة للمعالج المسبق راتفور. وأطلق عليها Mouse4 ، حيث كانت أصغر وأسرع من راتفور. وهناك وثيقة نشرها د. دوجلاس كومير، بروفيسور في بوردواي استنتجت أن «خلافا للدليل الذي عرضه المصمم راتفور، دائما ما يكون البحث المتعاقب غير مناسبا لإنتاج برمجيات. فضلا عن ذلك، في حالة التحليل للمفردات، تبدو التقنيات المعروفة جيدا تقدم فعالية بينما تحتفظ بالبساطة، وسهولة التكويد ونموذجية الأساليب المتخصصة» (CSD-TR236).
وبمقارنة المعالج المسبق راتفور على برنامج خطوط من 3000 مصدر يعمل على نظام CDC 6500 اتخذ ثواني وحدة معالجة مركزية 185.470. وذلك قطع عند 50% عندما استخدم البحث الثنائي في كود راتفور. ومع ذلك فبإعادة كتابة ماسح المفردات المتخصص باستخدام طريقة قياسية تقوم على التشغيل الذاتي تطلب البرنامج حتى 12.723 ثانية.

## وصلات خارجية
- Ratfor
- Ratfor90
- History of Programming Languages: Ratfor
- Purdue summary
- Authentic Ratfor